# Kościół św. Andrzeja Boboli w Czerwionce-Leszczynach
Kościół Świętego Andrzeja Boboli – rzymskokatolicki kościół parafialny należący do dekanatu Dębieńsko archidiecezji katowickiej. Znajduje się w Leszczynach, dzielnicy miasta Czerwionka-Leszczyny.

## Historia
Pierwszy kościół (pod wezwaniem Trójcy Przenajświętrzej) zbudowano w Leszczynach prawdopodobnie w latach 1594–1606 w konstrukcji wieńcowej, z sobotami. Istniał w nim ołtarz z przełomu XVI i XVII wieku zawierający kilka obrazów, m.in. wizerunek Trójcy Świętej. W 1981 przeniesiono go do Palowic. W 2006 (na 25-lecie przeniesienia), w miejscu, gdzie stał, zrealizowano odwzorowanie jego fundamentów i trzech bram.
Budowę obecnej, modernistycznej świątyni rozpoczęto w 1937, dzięki staraniom ówczesnego proboszcza, księdza Adolfa Pojdy. Jej projektantem był Rafał Szymura. W 1939, przed napaścią Niemiec na Polskę, obiekt był w stanie surowym. Dzięki zgromadzonym wcześniej środkom, jeszcze w trakcie okupacji niemieckiej, przystosowano wnętrze do celów liturgicznych (w 1942 wmontowano m.in. witraż-rozetę sprowadzony z Quedlinburga). Poświęcenie odbyło się 16 lipca 1944. W 1945, w trakcie działań wojennych, kościół został uszkodzony (ostrzał armatni). Do 1948 szkody usunięto, a także ustawiono ołtarz autorstwa Masorza z Rybnika. Do dziś ocalały z niego tylko rzeźby: św. Andrzeja Boboli, św. Jacka i św. Stanisława. Po 1948 zbudowano kolejne ołtarze (boczne): św. Barbary i św. Katarzyny oraz Serca Najświętszej Maryi Panny i Serca Jezusa (dwa ostatnie nie są zachowane). 

## Wyposażenie
W kościele wiszą, otoczone lokalnym kultem, obrazy Matki Boskiej Licheńskiej i Miłosierdzia Bożego. Figura Matki Boskiej Fatimskiej (ukoronowana w 2003) pochodzi z 1955. Bogaty jest program witrażowy powstały w znacznej części z okazji Jubileuszu Roku 2000. W świątyni zdeponowane są relikwie św. Franciszka z Asyżu.

### Organy
Budowa organów rozciągnięta była na znacznej przestrzeni czasowej: od lat II wojny światowej do 1993. Instrument dysponuje pedałem i trzema manuałami (łącznie 41 głosów i 2.581 piszczałek). Koncertował na nich m.in. prof. Julian Gembalski.

### Tablice pamiątkowe
W kościele wiszą tablice pamiątkowe ku czci:
- księdza Adolfa Pojdy, budowniczego świątyni (z 1982),
- księdza Henryka Pawełka (1947-2006), misjonarza w Argentynie w latach 1979-2006 (z 2007)[2].

## Galeria

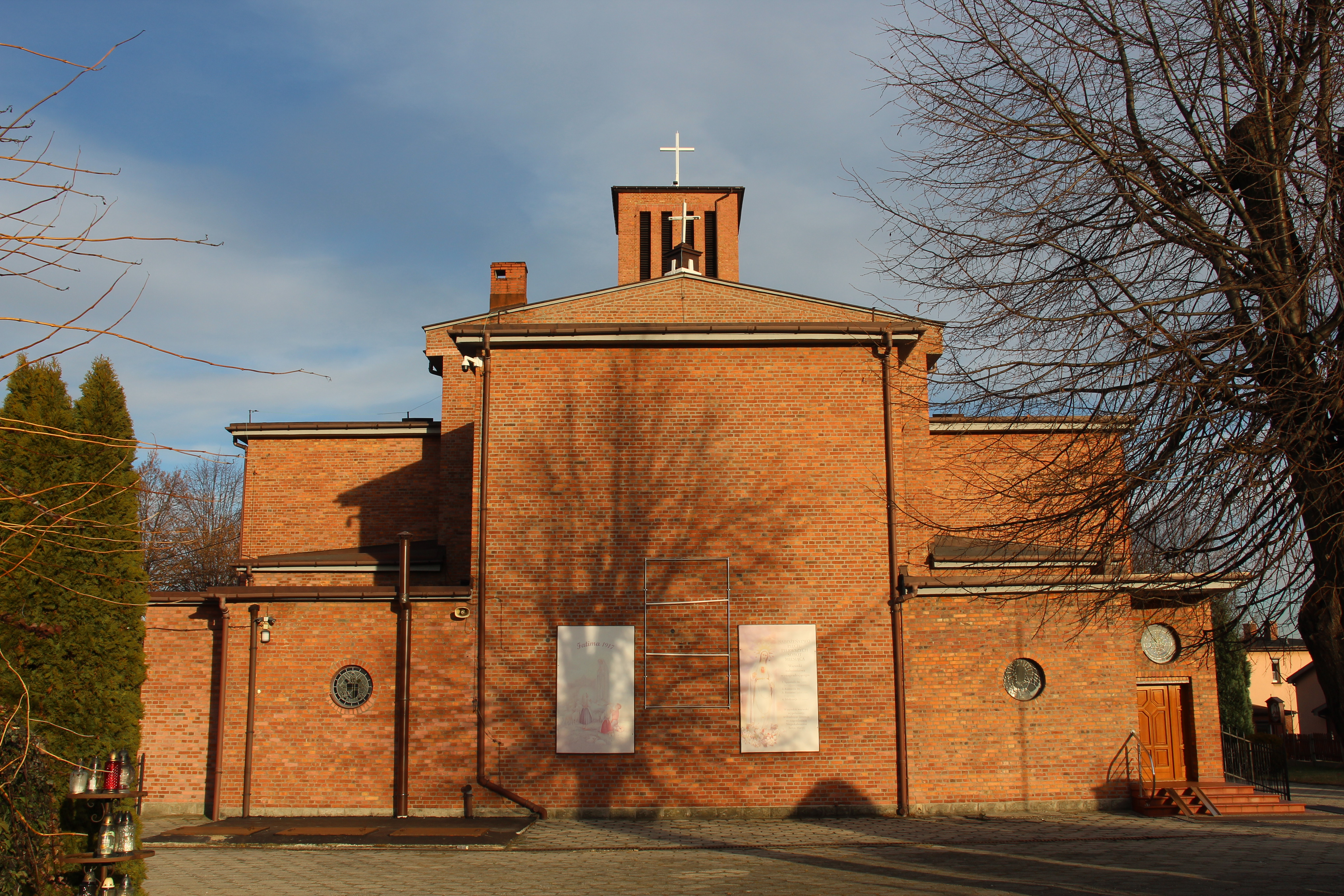
Widok od prezbiterium
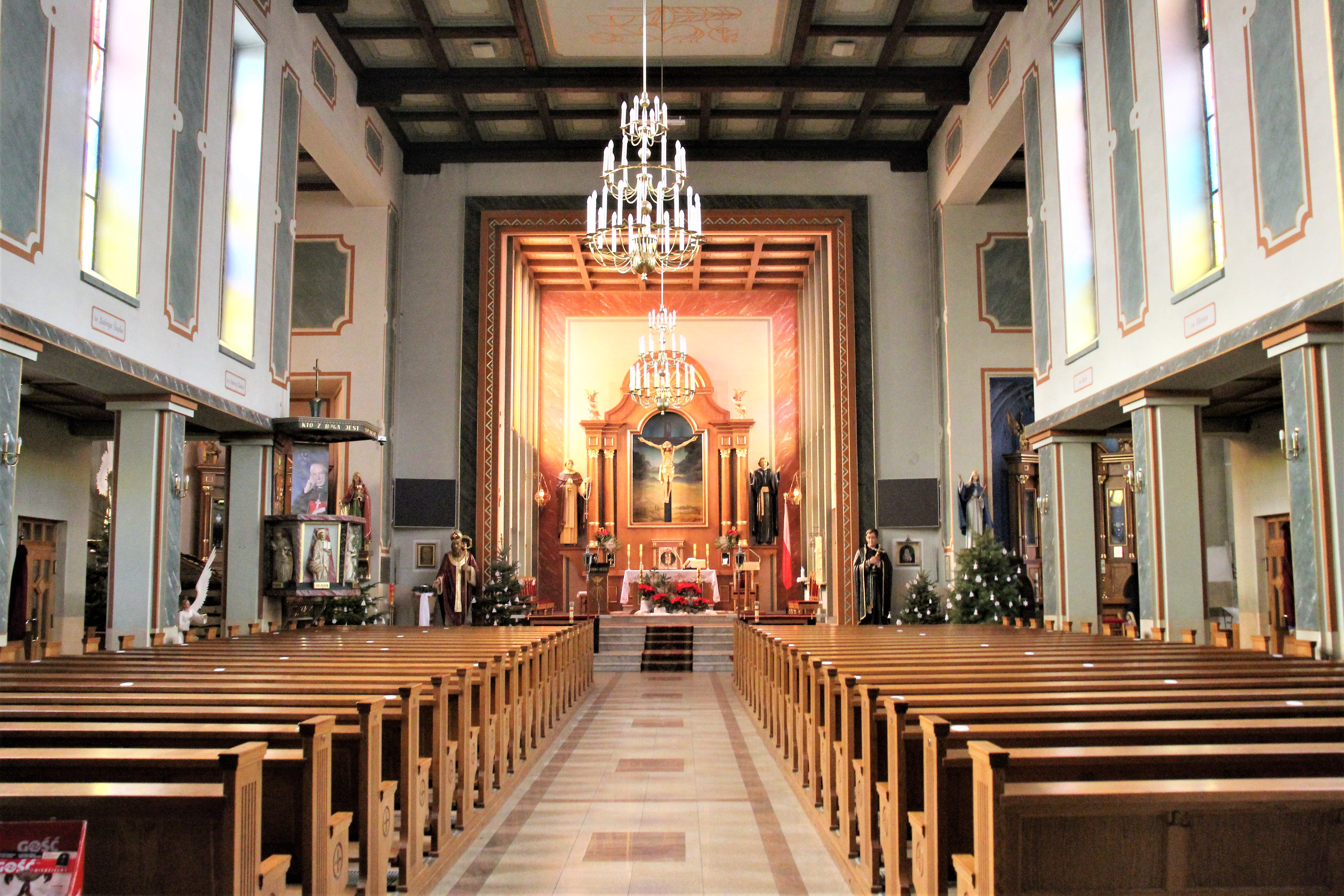
Wnętrze i ołtarz
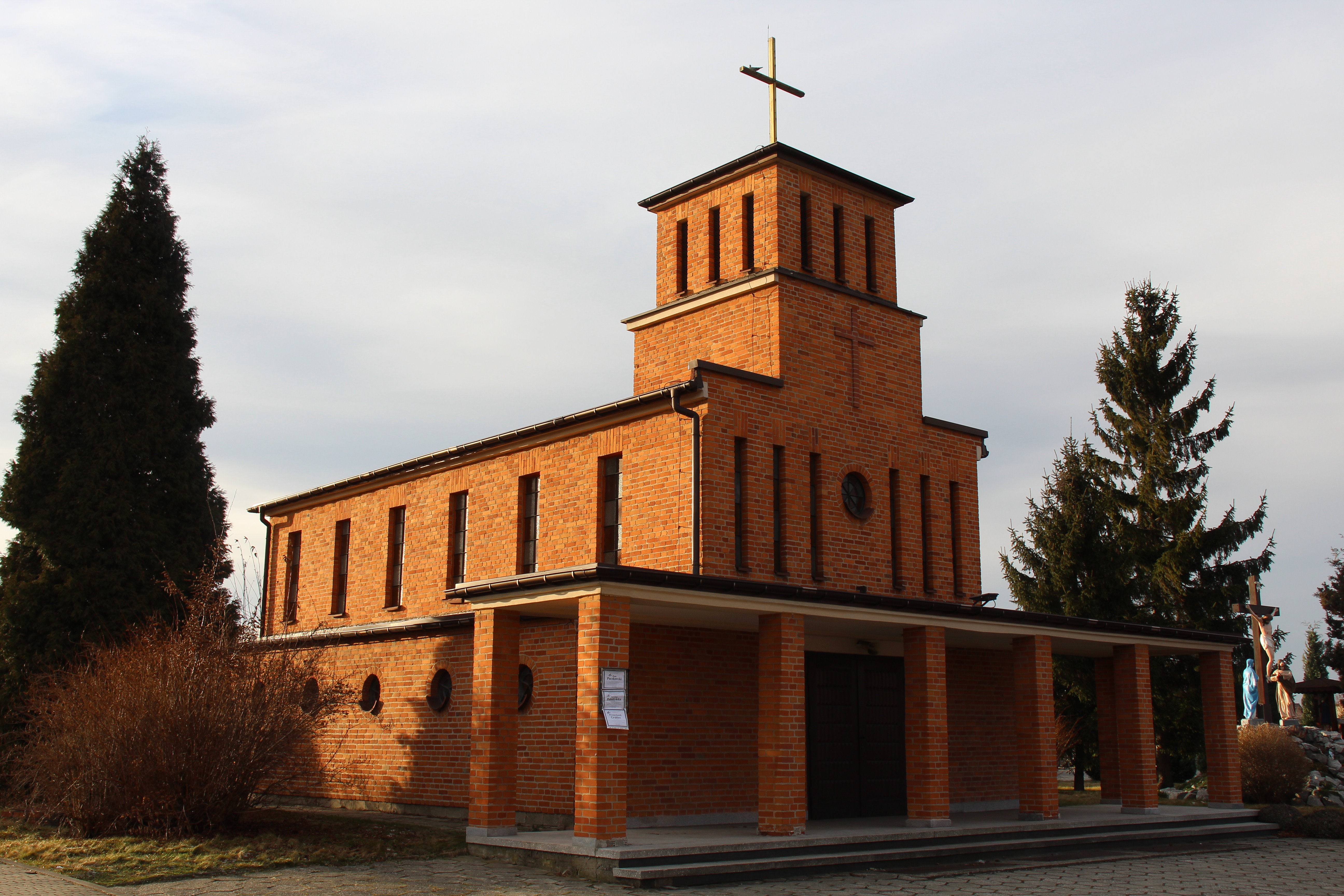
Kaplica przedpogrzebowa